# Tömörd
Tömörd là một thị trấn thuộc hạt Vas, Hungary. Thị trấn này có diện tích 15,36 km², dân số năm 2010 là 272 người, mật độ 18 người/km².